# Andros Town
Andros Town este o așezare situată în partea de nord-est a insulei Andros, componentă a arhipelagului Bahamas. La recensământul din 1990 localitatea avea 2.730 locuitori.